# Luciano Negrini
Luciano Negrini (Venezia, 22 giugno 1920 – Lecco, 12 dicembre 2012) è stato un canottiere italiano, medaglia d'argento, nel due con, ai Giochi olimpici di Berlino 1936.

## Biografia
Atleta della Reale Società Canottieri Bucintoro fu timoniere dell'equipaggio del due con, con cui vinse la medaglia d'argento olimpica, composto anche da Almiro Bergamo (capovoga) e Guido Santin (prodiere).

## Palmarès
| Anno | Manifestazione     | Sede    | Evento  | Risultato | Note  |
| ---- | ------------------ | ------- | ------- | --------- | ----- |
| 1935 | Campionati europei | Berlino | Due con | Oro       | [ 3 ] |
| 1936 | Giochi olimpici    | Berlino | Due con | Argento   | [ 3 ] |